# Julius Gös (Politiker)

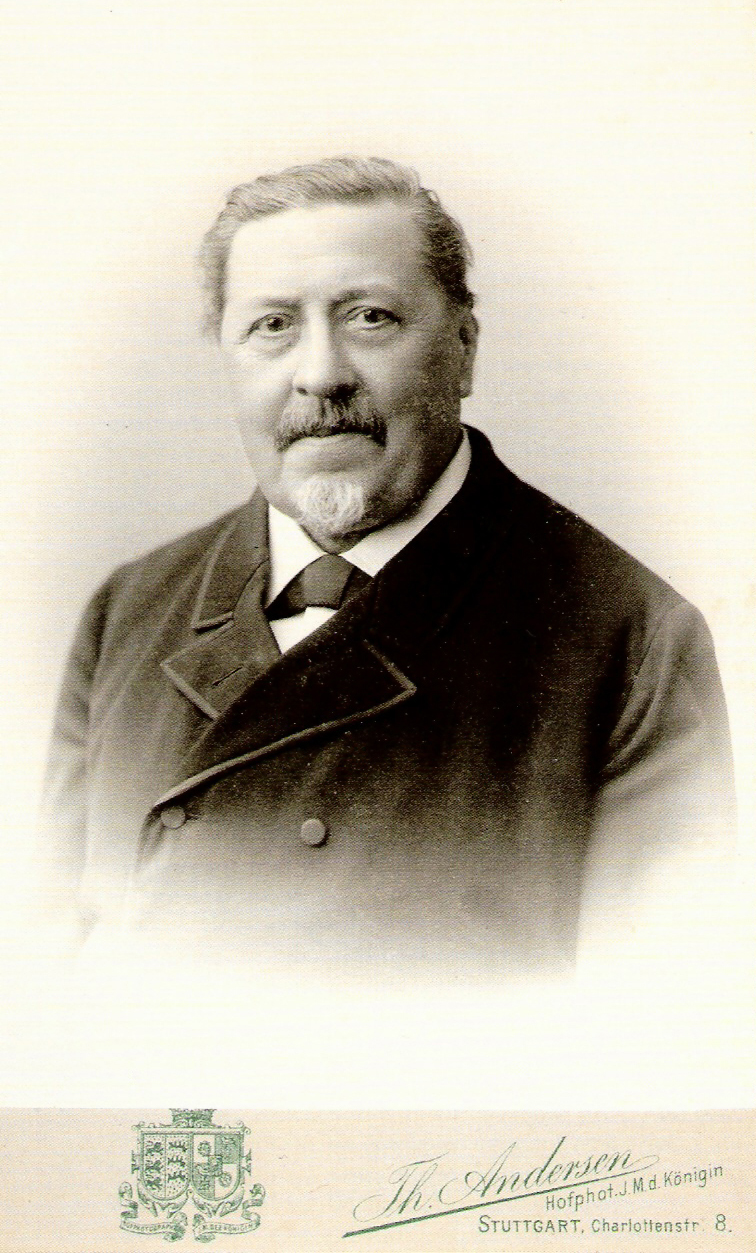
Julius Gös (Foto von Theodor Andersen in Stuttgart, 1886)

Karl Julius Gös (* 11. Januar 1830 in Aalen; † 19. Oktober 1897 in Tübingen) war ein deutscher Kommunalpolitiker. Ab 1874 war er Stadtschultheiß und von 1887 bis 1897 Oberbürgermeister von Tübingen.

## Stadtentwicklung
In der Amtszeit von Oberbürgermeister Gös entstanden in Tübingen etwa 300 private und öffentliche Bauwerke, die meist noch in unmittelbarer Nähe der Altstadt lagen. Wichtig waren ein paar dichte, siedlungsartige Gruppierungen, wie zum Beispiel die Häuser an der Belthlestraße, die großen Mietshäuser an der Olgastraße sowie die ersten Wohngebäude in der Südstadt rechts der Steinlach. Von 1877 bis 1897 nahm die Einwohnerzahl Tübingens somit von knapp 11.000 auf über 14.000 „ortsanwesende Personen“ zu.
Es wurden auch viele öffentliche Gebäude in jener Zeit gebaut. Neben den zahlreichen Neubauten der Universität vor allem in der Wilhelmsvorstadt gab es drei größere Projekte, die unter städtischer Bauherrschaft ausgeführt wurden: Der Realschulanbau auf dem Schulberg, die Mädchenvolksschule (Hölderlinschule) am Stadtgraben und die Knabenvolksschule (Silcherschule) an der Kelternsstraße. Die Neubauten dienten den Bedürfnissen einer kräftig angewachsenen Bevölkerung.
Um der wachsenden Studentenzahl gerecht zu werden, wurden in seiner Ära die ersten Häuser der Studentenverbindungen auf dem Österberg gebaut: Franconia, Rhenania, Borussia, Schottland und Stuttgardia. Gös selbst war Mitglied der Landsmannschaft Ulmia Tübingen. Ab 1894 folgten weitere Gesellschaftshäuser auf und an dem Österberg: Wingolf und Ghibellinia. 1896 Germaniahaus (Neubau 1931).

## Garnisonsstadt
Im Jahr 1875 mit der Eröffnung der Füsilier-Kaserne, die später Thiepval-Kaserne genannt wurde, begann unter Julius Gös die Geschichte Tübingens als Garnisonsstandort. Stadtschultheiß Gös begrüßte die ersten hier stationierten Einheiten des Dritten Bataillon des 10. Württembergischen Infanterieregiments Nr. 180 bei ihrem Einmarsch auf dem Marktplatz unter dem Jubel der Bevölkerung und unter dem Donner der Kanonen vom Schloss herab.

## Nachfolge

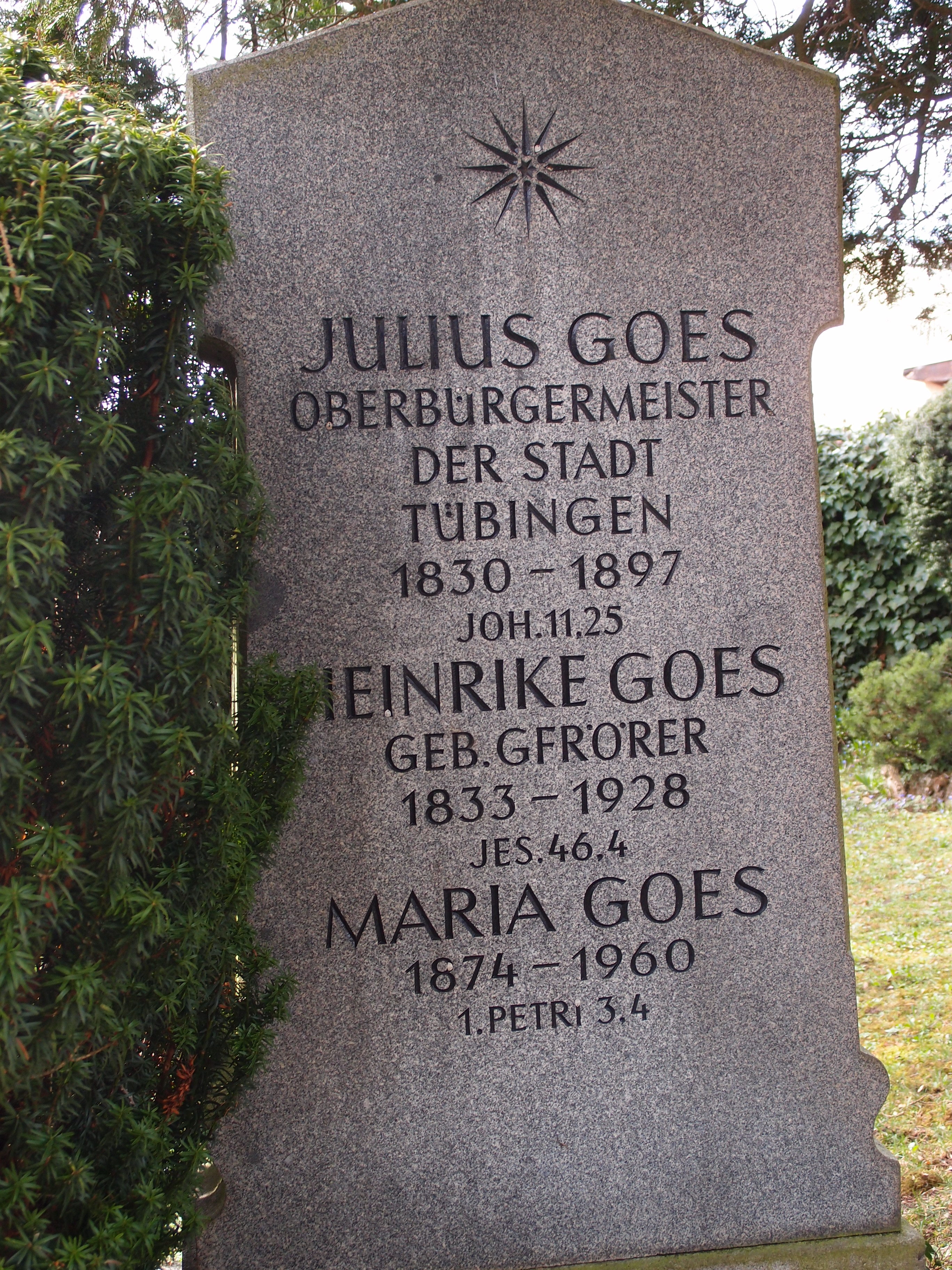
Grab von Julius Gös; Tübingen, Stadtfriedhof

Seine Amtszeit wurde durch seinen frühen Tod beendet. Er wurde auf dem Tübinger Stadtfriedhof beigesetzt. Nach seinem Tod war Gustav von Schönberg vom 19. Oktober 1897 bis 31. Dezember 1897 Stadtschultheiß bis zum Antritt von seinem Nachfolger Hermann Haußer.